# Křelov-Břuchotín
Křelov-Břuchotín è un comune della Repubblica Ceca facente parte del distretto di Olomouc, nella regione di Olomouc.